# Ohmella postulata
Ohmella postulata is een kameelhalsvliegensoort uit de familie van de Raphidiidae. De soort komt voor in Spanje.
Ohmella postulata werd voor het eerst wetenschappelijk beschreven door H. Aspöck & U. Aspöck in 1977.